# Roxförde
Roxförde este o comună în Saxonia-Anhalt, Germania